# Carmine Abate
Carmine Abate (Carfizzi, 24 de octubre de 1954) es un escritor italiano, autor de numerosos cuentos, novelas y ensayos, centrándose principalmente en las cuestiones de los emigrantes y las reuniones entre las culturas.

## Biografía
Creció en el pueblo Arbëreshë (italo-albanés) Carfizzi, después de graduarse en Artes, se trasladó a Hamburgo, donde su padre había emigrado. Aquí enseña en una escuela para los inmigrantes y comienza a publicar los primeros cuentos. Salió en 1984, su primera colección Den Koffer und weg y, a continuación, realizó una búsqueda con Meike Berhmann, Germanesi, la historia y la vida de una comunidad de Calabria y sus emigrantes. Más tarde regresó a Italia y publica varias novelas y cuentos cortos de gran éxito, y se estableció en Trentino, Besenello, donde continúa la labor de escritor y profesor. En 2007, dio una charla en la escuela secundaria la ciencia "Michelangelo Buonarroti" de Monfalcone sobre el multiculturalismo.

## Obras principales
- La moto di Scanderbeg, Fazi, (1999)
- La festa del ritorno, Mondadori, (2004) (ganador del "Premio Napoli", "Premio Selezione Campiello" y Premio Corrado Alvaro)
- Tra due mari, Mondadori, (2005)
- Il muro dei muri- Oscar Mondadori - (2006)
- Il ballo tondo - Piccola biblioteca Oscar Mondadori, (2005)
- Terre di andata, Argo, (1996)
- Il mosaico del tempo grande - Mondadori, (2006)

- Datos: Q2280676
- Multimedia: Carmine Abate / Q2280676